# The Jordanaires
I The Jordanaires sono stati un quartetto vocale gospel statunitense originario di Springfield (Missouri) e formatosi nel 1948.
Il gruppo era conosciuto per essere stato il coro di Elvis Presley nelle sue apparizioni dal vivo dal 1956 al 1972.
Il quartetto ha lavorato anche in studio di registrazione, in teatro e in televisione anche con altri artisti rock e country come Johnny Cash, Red Foley, Waylon Jennings, George Jones, Loretta Lynn, Willie Nelson, Dolly Parton, Ringo Starr, Patsy Cline, Jim Reeves, Jack Jersey, Connie Francis e altri.

## Formazione
Primo tenore
- Bill Matthews (1948–51)
- Gordon Stoker (1951–2013)
- Don Bruce (1952–53)

Secondo tenore
- Bob Hubbard (1948–52)
- Neal Matthews (1953–2000)
- Curtis Young (2000–2013)

Baritono
- Monty Matthews (1948–52)
- Hoyt Hawkins (1952–82)
- Duane West (1982–99)
- Louis Nunley (1999–2012)

Basso
- Culley Holt (1948–54)
- Hugh Jarrett (1954–58)
- Ray Walker (1958–2013)

Pianista
- Bob Money (1948–49; 1952)
- Gordon Stoker (1949–51)